# Digital Photo Channel
O Digicam Print Channel foi um canal exclusivo do Wii para imprimir fotos de câmera digitais pagando 30 ienes por impressão. Além disso era possível criar um livro de fotos no Wii por 1.575 ienes e receber em casa. Também existia a possibilidade de criar cartões de negócios com a foto do Mii.
Foi lançado apenas no Japão.